# Linda Dowds
Linda Dowds ist eine kanadisch-britische Visagistin. Sie gewann einen Oscar für ihre Arbeit an The Eyes of Tammy Faye.

## Leben
Dowds ist Mitglied der Academy of Motion Picture Arts and Sciences, der Academy of Television Arts & Sciences sowie der British Academy of Film and Television Arts. Als Visagistin arbeitete sie unter anderem mit Jessica Chastain, Tom Hanks, Woody Harrelson und Hilary Swank. Seit 1989 arbeitete sie an mehr als 50 Film- und Fernsehproduktionen mit.
Bei der Oscarverleihung 2022 gewann sie für ihre Arbeit mit Jessica Chastain, die sie in Tammy Faye Bakker umwandelt, einen Oscar in der Kategorie Bestes Make-up und beste Frisuren. Den Preis erhielten neben ihr auch Stephanie Ingram und Justin Raleigh.

## Awards und Nominierungen
| Jahr | Resultat  | Award                                   | Kategorie                                                            | Film                   | Ref.   |
| ---- | --------- | --------------------------------------- | -------------------------------------------------------------------- | ---------------------- | ------ |
| 2022 | Gewonnen  | Academy Awards                          | Oscar/Bestes Make-up und beste Frisuren                              | The Eyes of Tammy Faye | [ 2 ]  |
| 2022 | Gewonnen  | British Academy Film Awards             | Best Make Up & Hair                                                  | The Eyes of Tammy Faye | [ 3 ]  |
| 2022 | Gewonnen  | Gold Derby                              | Makeup/Hair                                                          | The Eyes of Tammy Faye | [ 4 ]  |
| 2022 | Gewonnen  | Critics’ Choice Movie Awards            | Best Hair and Makeup                                                 | The Eyes of Tammy Faye | [ 5 ]  |
| 2022 | Gewonnen  | Hollywood Critics Association           | Best Hair and Makeup                                                 | The Eyes of Tammy Faye | [ 6 ]  |
| 2022 | Gewonnen  | North Dakota Film Society               | Best Makeup and Hairstyling                                          | The Eyes of Tammy Faye | [ 7 ]  |
| 2022 | Nominiert | Make-Up Artists and Hair Stylists Guild | Best Period and/or Character Make-Up - Feature-Length Motion Picture | The Eyes of Tammy Faye | [ 8 ]  |
| 2015 | Nominiert | Make-Up Artists and Hair Stylists Guild | Best Contemporary Makeup - Television and New Media Series           | True Detective         | [ 9 ]  |
| 2014 | Nominiert | Canadian Screen Awards                  | Achievement in Make-Up                                               | Mama                   | [ 10 ] |
| 2014 | Gewonnen  | Primetime Emmy Awards                   | Outstanding Makeup for a Single-Camera Series (Non-Prosthetic)       | True Detective         | [ 11 ] |
| 2011 | Gewonnen  | Primetime Emmy Awards                   | Outstanding Makeup for a Miniseries or a Movie (Non-Prosthetic)      | Die Kennedys           | [ 11 ] |
| 2009 | Gewonnen  | Primetime Emmy Awards                   | Outstanding Prosthetic Makeup                                        | Grey Gardens           | [ 11 ] |
| 2009 | Nominiert | Primetime Emmy Awards                   | Outstanding Makeup for a Miniseries or a Movie (Non-Prosthetic)      | Grey Gardens           | [ 11 ] |